# 2015年3月20日の日食
2015年3月20日の日食は2015年3月20日にヨーロッパで起きた日食。